# Montecarlo (film 1928)
Montecarlo è un film del 1928 diretto da Mario Nalpas.